# Phoenixgebouw
Het Phoenixgebouw is een kantoorgebouw in de Belgische gemeente Sint-Joost-ten-Node in het Brussels Hoofdstedelijk Gewest. Het gebouw ligt aan de Koning Albert II-laan 19 in de Noordruimte. Aan de noordzijde grenst het gebouw aan de Koolbrandersstraat. Ten zuiden staat het Hendrik Consciencegebouw, ten noorden aan de overzijde van de straat de Proximus Towers, aan de overzijde van de Koning Albert II-laan het Graaf de Ferrarisgebouw en aan de overzijde van de Marktstraat het Borealgebouw.

## Geschiedenis
Het Phoenixgebouw werd tussen 1996 en 1998 gebouwd naar ontwerp van architectenbureau Jaspers-Eyers. In 2002 trok de Vlaamse Gemeenschap in het gebouw. In het gebouw zetelde het Departement Ruimte Vlaanderen, alsook onder andere het agentschap Onroerend Erfgoed.
De Vlaamse overheid zat begin 2017 verspreid in een zestal grote gebouwen in Brussel. Met het aflopen van de huurcontracten van het Boudewijngebouw (Boudewijnlaan 30) en het Phoenixgebouw in 2017, alsmede het aflopen van de huurcontracten van het Arenberggebouw (Arenbergstraat 5-9 en 1D) in 2023 en 2024 en het Ellipsgebouw (Koning Albert II-laan 35) in 2024, en het aan renovatie toe zijnde Graaf de Ferrarisgebouw (Koning Albert II-laan 20), wilde de Vlaamse overheid het aantal gebouwen beperken en de ambtenaren in Brussel concentreren in drie grote kantoorgebouwen: het Hendrik Consciencegebouw, het Herman Teirlinckgebouw en het Marie-Elisabeth Belpairegebouw. Het Herman Teirlinckgebouw verving twee van deze zes grote gebouwen, het Boudewijngebouw en Phoenixgebouw. In augustus 2017 verhuisden de ca. 750 ambtenaren van het Phoenixgebouw naar het Herman Teirlinckgebouw.
Het Phoenixgebouw werd in 2019 gerenoveerd. Na de renovatie nam verzekeraar Baloise Insurance het gebouw in gebruik. In 2020 verhuisde ook werkgeversorganisatie Febelfin naar het gebouw.

## Gebouw
Het gebouw is opgetrokken op een rechthoekig plattegrond met afgeronde hoeken. Het heeft dertien verdiepingen, is 45 meter hoog boven de begane grond en aan de Koning Albert II-laan bevindt zich een naar binnen geplaatst ingangsportaal van twee bouwlagen hoog.
Brussel: Hendrik Consciencegebouw · Herman Teirlinckgebouw · Graaf de Ferrarisgebouw · Marie-Elisabeth Belpairegebouw
Voormalig: Arenberggebouw · Boudewijngebouw · Ellipsgebouw · Phoenixgebouw
Provinciehoofdsteden: Anna Bijnsgebouw (Antwerpen) · Jacob van Maerlantgebouw (Brugge) · Virginie Lovelinggebouw (Gent) · Hendrik van Veldekegebouw (Hasselt) · Dirk Boutsgebouw (Leuven)
Vlaamse Regering: Errerahuis · Martelaarsplein
Vlaams Parlement: Vlaams Parlementsgebouw · Huis van de Vlaamse Volksvertegenwoordigers